# Gaudiès
Gaudiès är en kommun i departementet Ariège i regionen Occitanien i södra Frankrike. Kommunen ligger  i kantonen Saverdun som ligger i arrondissementet Pamiers. År 2022 hade Gaudiès 235 invånare.

## Befolkningsutveckling
Antalet invånare i kommunen Gaudiès
Referens: INSEE